# France Inter
France Inter - французский общественный радиоканал и часть Radio France. Он является преемником Paris Inter, позже известного как France I, и созданного в результате слияния сетей France I и France II, сначала как RTF Inter в октябре 1963 года, затем переименованного в свое нынешнее название в декабре того же года.

## Хронология название радиостанции
| Дата                             | Название                       | Оригинальное название                 |
| -------------------------------- | ------------------------------ | ------------------------------------- |
| 6 июня 1940 — 19 августа 1944    | Национальное радио             | Radio nationale                       |
| 20 августа 1944 — 13 января 1945 | Радиовещание французской нации | Radiodiffusion de la nation Française |
| 14 января 1945 — 31 декабря 1957 | Программ насьональ             | Le Programme National                 |
| 1 января 1958 — 19 октября 1963  | Франс I Пари-Энтер             | France I Paris-Inter                  |
| 20 октября — 7 декабря 1963      | РТФ Энтер                      | RTF Inter                             |
| 8 декабря 1963 — настоящее время | Франс Энтер                    | France Inter                          |